# جيري إسترادا
جيري إسترادا (بالإسبانية: Jerry Estrada)‏ هو مصارع محترف مكسيكي، ولد في 10 يناير 1958 في مونكلوفا في المكسيك.

## روابط خارجية
- جيري إسترادا على موقع CageMatch worker (الإنجليزية)
- جيري إسترادا على موقع قاعدة بيانات المصارعة على الإنترنت (الإنجليزية)